# گوگل پلی گیمز
گوگل پلی گیمز (به انگلیسی:Google Play Games) که به فارسی بازی‌های گوگل پلی ترجمه می شود، یک سرویس بازی آنلاین و کیت توسعه نرم‌افزار است که توسط گوگل، بخشی از خط تولید گوگل پلی خود، برای سیستم عامل اندروید، اندروید تی‌وی، و ویندوز ارائه می‌شود. این برنامه دارای ویژگی ها و خدماتی مثل نمایه بازیکن، ذخیره‌سازی ابری، تابلوهای امتیازات اجتماعی و عمومی، دستاوردها و همچنین بازی چند نفره در زمان واقعی برخوردار است. سرویس گوگل پلی گیمز به توسعه دهندگان این امکان را می‌دهد تا ویژگی‌های فوق را بدون اینکه خودشان این ویژگی‌ها را توسعه دهند، در بازی‌های خود بگنجانند.
در سال ۲۰۲۱ گوگل پلی گیمز برای رایانه‌های شخصی (نسخه بتا) همراه با مجموعه‌ای از بازی‌های اندرویدی که برای ویندوز و کروم‌بوک بهینه‌سازی شده بود راه‌اندازی شد. نمایه گیمر کاربر گوگل پلی گیمز، در سکوی های مختلف و بین در رایانه‌های شخصی و دستگاه‌های تلفن همراه همگام‌سازی می‌شود.

## تاریخچه
خدمات بازی گوگل پلی در گوگل I / O معرفی شد. کنفرانس توسعه دهندگان ۲۰۱۳، و مستقل بازی‌های گوگل پلی از نرم‌افزار تلفن همراه برای اندروید در ۲۴ ژوئیه ۲۰۱۳ راه‌اندازی شد. اندرو وبستر از آستانه بازی گوگل پلی به مقایسه مرکز بازی، یک شبکه بازی مشابه برای کاربران شرکت اپل خود را آی او اس سیستم عامل.
بازی‌های طی سال‌های گذشته از زمان راه‌اندازی، بروزرسانی‌هایی را دریافت کرده‌است، از جمله ویژگی‌های این سرویس عبارت است از: فیلم از صفحه، شناسه مخصوص بازی، بازی داخلی و سرگرمی برای کشف بازی.
سرویس‌های چند نفره در زمان واقعی و مبتنی بر نوبت از ۱۶ سپتامبر ۲۰۱۹ منسوخ شده‌اند. پشتیبانی از این توابع API در تاریخ ۳۱ مارس ۲۰۲۰ پایان یافت.

## نسخه بتا در رایانه های شخصی
در ۹ دسامبر ۲۰۲۱، در مراسم گیم آواردز، گوگل اعلام کرد که نسخه‌ی بتای گوگل پلی گیمز در اوایل سال ۲۰۲۲ راه‌اندازی می‌شود و بازی‌های اندروید را به رایانه‌های شخصی و لپ تاپ‌های ویندوزی می‌آورد. حداقل مشخصات مورد نیاز برای اجرای بازی‌های Google Play در حال حاضر سیستم عامل ویندوز 10 یا جدیدتر با کارت گرافیک یکپارچه و CPU چهار هسته‌ای (که پیشتر هشت هسته‌ای نیاز بود) است که می‌تواند به بازی‌های گوگل پلی بتا دسترسی داشته باشد. 
در ۱۹ ژانویه ۲۰۲۲، گوگل پلی گیمز به طور رسمی یک نسخه بتا از این محصول را با کاتالوگ منتخبی از بازی‌ها در لیست انتظار کاربران در کره، هنگ کنگ و تایوان عرضه کرد.  در ۲۵ آگوست ۲۰۲۲ با در دسترس قرار دادن نسخه بتای گوگل پلی گیمز برای همه بازیکنان در کره، هنگ کنگ، تایوان، تایلند و استرالیا با کاتالوگ گسترده تری از عناوین بازی ادامه یافت.  در ۲ نوامبر ۲۰۲۲، گسترش جهانی گوگل پلی گیمز بتای ادامه یافت و محصول برای همه کاربران در ایالات متحده، کانادا، مکزیک، برزیل، اندونزی، فیلیپین، مالزی و سنگاپور عرضه شد.  شش ماه بعد، در ۱۹ آوریل ۲۰۲۳، گوگل پلی گیمز برای همه کاربران در ژاپن راه اندازی شد.  گوگل پلی گیمز به تدریج در سال ۲۰۲۳ در بیشتر کشورها راه‌اندازی شد.   